# جبريل بواكي
جبريل بواكي هو لاعب كرة قدم كندي، ولد في 26 فبراير 1998 في ريتشموند هيل في كندا. شارك مع منتخب كندا تحت 17 سنة لكرة القدم. أما مع النوادي، فقد لعب مع Toronto FC II ‏.

## وصلات خارجية
- جبريل بواكي على موقع قاعدة بيانات كرة القدم.إي يو (الإنجليزية)
- جبريل بواكي على موقع Soccerway.com (الإنجليزية)
- جبريل بواكي على موقع عالم كرة القدم.نت (الإنجليزية)